# Anetanthus gracilis
Anetanthus gracilis är en tvåhjärtbladig växtart som beskrevs av William Philip Hiern. Anetanthus gracilis ingår i släktet Anetanthus och familjen Gesneriaceae.

## Underarter
Arten delas in i följande underarter:
- A. g. gracilis
- A. g. munchiquensis